# Щапово (Западно-Казахстанская область)
Ща́пово (каз. Щапово) — село в Байтерекском районе Западно-Казахстанской области Казахстана. Административный центр и единственный населённый пункт Щаповского сельского округа. Код КАТО — 274475100.
Село расположено на правом берегу реки Урал, примерно в 31 км к юго-востоку от села Перемётное, в 20 км к югу от Уральска.

## Население
В 1999 году население села составляло 986 человек (482 мужчины и 504 женщины). По данным переписи 2009 года, в селе проживало 1205 человек (584 мужчины и 621 женщина).

## История
Посёлок Щаповский входил в 1-й Уральский военный отдел Уральского казачьего войска.